# Ligne Biwako
La ligne Biwako (琵琶湖線, Biwako-sen) est le nom donné à une partie de la ligne principale Tōkaidō entre les gares de Maibara et Kyoto et de la ligne principale Hokuriku entre les gares de Maibara et Nagahama. Elle appartient au réseau de la JR West.
Cette section, avec la ligne JR Kyoto et la ligne JR Kobe, forme la ligne A du réseau urbain de la JR West dans l'agglomération d'Osaka-Kobe-Kyoto.

## Caractéristiques

### Ligne
- Longueur : 75,4 km
- Ecartement : 1 067 mm
- Electrification : 1 500 Vcc

### Services
- Local[1] : toutes les gares du trajet sont desservies.
  - Exploités comme des trains rapides à partir de Takatsuki (Kyoto le matin), trois portes par wagon. Ces trains opèrent sur la ligne Biwako et s'arrêtent à chaque gare de la ligne. Ils terminent à Maibara et Yasu, avec un service limité jusqu'à Nagahama et Ōgaki.
  - Trains locaux de la ligne JR Kyoto, quatre portes par wagon. Service étendu jusqu'à Yasu pendant les heures de pointe et le week-end.
- Special Rapid Service[2] : le train ne s'arrête qu'aux gare les plus importantes de la ligne. Cette desserte n'est présente que sur la ligne entre Himeji et Maibara.

### Liste des gares
Les gares sont listées d'est en ouest.
- S : arrêt systématique.
- s : arrêt à certaines heures.
- | : passage du train, sans arrêt.
- Local (trains à quatre portes) : ligne JR Kyoto, trains locaux.
- Local (trains à trois portes) : opérés comme trains Rapid Service quand ils roulaient à l'ouest de Takatsuki (Kyoto le matin)

| Numéro                                                  | Gare           | Nom japonais | Distance depuis Maibara (km) | Arrêts                | Arrêts               | Arrêts        | Correspondances | Localisation        | Localisation |
| ------------------------------------------------------- | -------------- | ------------ | ---------------------------- | --------------------- | -------------------- | ------------- | --- | ------------------- | ------------ |
| Numéro                                                  | Gare           | Nom japonais | Distance depuis Maibara (km) | Local (quatre portes) | Local (trois portes) | Special Rapid | Correspondances | Quartier, ville     | Préfecture   |
| Ligne principale Hokuriku                               |                |              |                              |                       |                      |               | |                     |              |
| Service depuis la ligne principale Hokuriku             |                |              |                              |                       |                      |               | |                     |              |
| JR-A09                                                  | Nagahama       | 長浜         | 7,7                          |                       | S                    | S             | JR West : Ligne principale Hokuriku pour Ōmi-Shiotsu et Tsuruga                                                                 | Nagahama            | Shiga        |
| JR-A10                                                  | Tamura         | 田村         | 4,7                          |                       | S                    | S             | | Nagahama            | Shiga        |
| JR-A11                                                  | Sakata         | 坂田         | 2,4                          |                       | S                    | S             | | Maibara             | Shiga        |
| Ligne principale Tōkaidō                                |                |              |                              |                       |                      |               | |                     |              |
| Service depuis la ligne principale Tōkaidō (JR Central) |                |              |                              |                       |                      |               | |                     |              |
| JR-A12                                                  | Maibara        | 米原         | 0                            |                       | S                    | S             | JR Central : Ligne Shinkansen Tōkaidō, ligne principale Tōkaidō pour Gifu et Nagoya Ohmi Railway : Ligne principale             | Maibara             | Shiga        |
| JR-A13                                                  | Hikone         | 彦根         | 6,0                          |                       | S                    | S             | Ohmi Railway : Ligne principale                                                                                                 | Hikone              | Shiga        |
| JR-A14                                                  | Minami-Hikone  | 南彦根       | 9,3                          |                       | S                    | \|            | | Hikone              | Shiga        |
| JR-A15                                                  | Kawase         | 河瀬         | 12,4                         |                       | S                    | \|            | | Hikone              | Shiga        |
| JR-A16                                                  | Inae           | 稲枝         | 16,1                         |                       | S                    | \|            | | Hikone              | Shiga        |
| JR-A17                                                  | Notogawa       | 能登川       | 19,8                         |                       | S                    | S             | | Higashiōmi          | Shiga        |
| JR-A18                                                  | Azuchi         | 安土         | 24,9                         |                       | S                    | \|            | | Ōmihachiman         | Shiga        |
| JR-A19                                                  | Ōmihachiman    | 近江八幡     | 28,4                         |                       | S                    | S             | Ohmi Railway : Ligne Yōkaichi                                                                                                   | Ōmihachiman         | Shiga        |
| JR-A20                                                  | Shinohara      | 篠原         | 32,4                         |                       | S                    | \|            | | Ōmihachiman         | Shiga        |
| JR-A21                                                  | Yasu           | 野洲         | 38,0                         | s                     | S                    | S             | | Yasu                | Shiga        |
| JR-A22                                                  | Moriyama       | 守山         | 41,1                         | s                     | S                    | S             | | Moriyama            | Shiga        |
| JR-A23                                                  | Rittō          | 栗東         | 43,2                         | s                     | S                    | \|            | | Rittō               | Shiga        |
| JR-A24                                                  | Kusatsu        | 草津         | 45,5                         | S                     | S                    | S             | JR West : Ligne Kusatsu | Kusatsu             | Shiga        |
| JR-A25                                                  | Minami-Kusatsu | 南草津       | 48,0                         | S                     | S                    | S             | | Kusatsu             | Shiga        |
| JR-A26                                                  | Seta           | 瀬田         | 50,7                         | S                     | S                    | \|            | | Ōtsu                | Shiga        |
| JR-A27                                                  | Ishiyama       | 石山         | 53,2                         | S                     | S                    | S             | Keihan : Ligne Ishiyama Sakamoto (à Keihan-ishiyama)                                                                            | Ōtsu                | Shiga        |
| JR-A28                                                  | Zeze           | 膳所         | 56,0                         | S                     | S                    | \|            | Keihan : Ligne Ishiyama Sakamoto (à Keihan-zeze)                                                                                | Ōtsu                | Shiga        |
| JR-A29                                                  | Ōtsu           | 大津         | 57,7                         | S                     | S                    | S             | | Ōtsu                | Shiga        |
| JR-A30                                                  | Yamashina      | 山科         | 62,2                         | S                     | S                    | S             | JR West : Ligne Kosei Métro de Kyoto : Ligne Tōzai Keihan : Ligne Keihan Keishin (à Keihan-yamashina)                           | Yamashina-ku, Kyoto | Kyoto        |
| JR-A31                                                  | Kyoto          | 京都         | 67,7                         | S                     | S                    | S             | JR Central : Ligne Shinkansen Tōkaidō JR West : Ligne Nara, Ligne Sagano Kintetsu : Ligne Kyoto Métro de Kyoto : Ligne Karasuma | Shimogyō-ku, Kyoto  | Kyoto        |
| Service vers la ligne JR Kyoto                          |                |              |                              |                       |                      |               | |                     |              |